# Andrzej Dudzic
Andrzej Dudzic (ur. 3 listopada 1971 we Wrocławiu) – polski basista, kompozytor, autor tekstów. Założyciel wrocławskiego zespołu Blade Loki. Znany również ze współpracy z zespołem Hurt oraz TITO.

## Instrumentarium
- Gitara: Jackson Guitars and Basses, Washburn
- Wzmacniacz: Trace Elliot
- Kolumna: Marshall 4×12
- Efekty: sansamp gt 2

## Dyskografia

### Blade Loki
- 1995 Młodzież olewa
- 2000 Blada Płyta
- 2002 Psy i koty
- 2006 ...no pasaran
- 2009 Torpedo los!!!
- 2012 Frruuu[1]
- 2018 Nie mów nikomu

### Hurt
- 1997 Serki dietetyczne
- 1999 Musisz to kupić
- 2000 Dokładny czas

## Filmografia

### Blade Loki
- 2001 „Punkowa Orkiestra Świątecznej Pomocy IX – 2001” cz.1
- DVD – 2003 "Przystanek Woodstock 2002, Najgłośniejszy Film Polski" – utwór "Psy i koty"

### Hurt
- 1996 Autoportret z kochanką